# Khungri
Khungri (en népalais : खुंग्री) est un comité de développement villageois du Népal situé dans le district de Rolpa. Au recensement de 2011, il comptait 4 168 habitants.